# Sallen
Pour les articles homonymes, voir Sallen (homonymie).
Sallen (prononcé [salɑ̃]) est une commune française, située dans le département du Calvados en région Normandie, peuplée de 320 habitants.

## Géographie
La commune est au sud-ouest du Bessin, aux confins du Bocage virois, et du Pays saint-lois, sur le versant est de la vallée de la Drôme, rivière qui marque la limite de la commune avec le département de la Manche. Son bourg est à 4 km au nord-ouest de Caumont-l'Éventé, à 9 km au sud de Balleroy, à 17 km au nord-est de Torigni-sur-Vire et à 21 km à l'est de Saint-Lô.
| Cormolain             | Cormolain, Planquery | Foulognes                   |
| Montrabot, Vidouville | Sallen               | Foulognes, Caumont-l'Éventé |
| La Vacquerie          | La Vacquerie         | Caumont-l'Éventé            |

### Hydrographie
La commune est située dans le bassin Seine-Normandie. Elle est drainée par la Drome, le ruisseau du Vey, la Soquence et un autre petit cours d'eau,.
La Drôme, d'une longueur de 58 km, prend sa source dans la commune de Souleuvre en Bocage et se jette  dans l'Aure à Maisons, après avoir traversé 26 communes. 

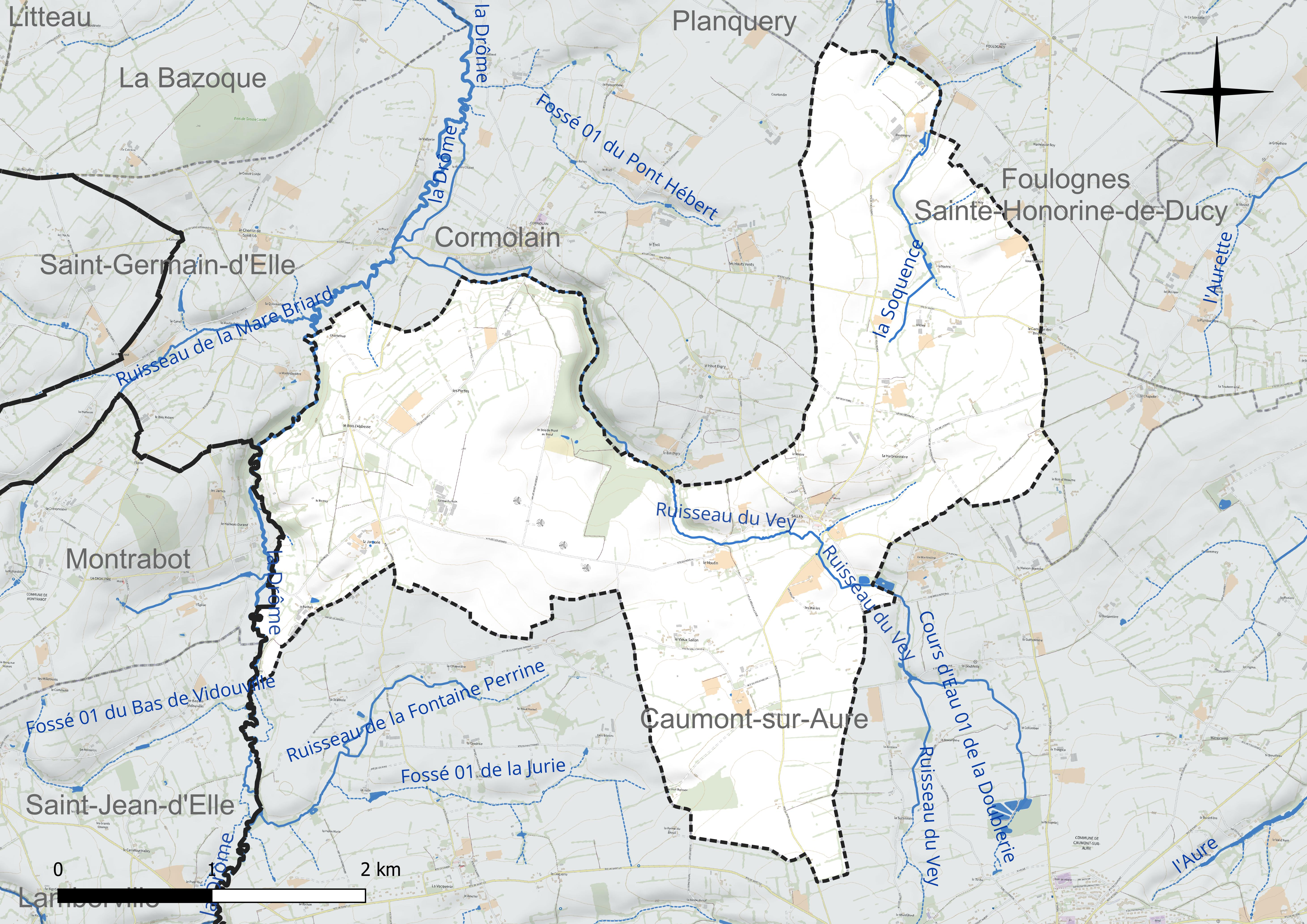
Réseau hydrographique de Sallen.

### Climat
Pour des articles plus généraux, voir Climat de la Normandie et Climat du Calvados.
En 2010, le climat de la commune est de type climat océanique franc, selon une étude du CNRS s'appuyant sur une série de données couvrant la période 1971-2000. En 2020, Météo-France publie une typologie des climats de la France métropolitaine dans laquelle la commune est exposée à un climat océanique et est dans la région climatique  Normandie (Cotentin, Orne), caractérisée par une pluviométrie relativement élevée (850 mm/a) et un été frais (15,5 °C) et venté. Parallèlement le GIEC normand, un groupe régional d'experts sur le climat, différencie quant à lui, dans une étude de 2020, trois grands types de climats pour la région Normandie, nuancés à une échelle plus fine par les facteurs géographiques locaux. La commune est, selon ce zonage, exposée à un « climat contrasté des collines », correspondant au Bocage normand, bien arrosé, voire très arrosé sur les reliefs les plus exposés au flux d'ouest, et frais en raison de l'altitude.
Pour la période 1971-2000, la température annuelle moyenne est de 10,3 °C, avec  une amplitude thermique annuelle de 12 °C. Le cumul annuel moyen de précipitations est de 937 mm, avec 13,7 jours de précipitations en janvier et 8,3 jours en juillet. Pour la période 1991-2020, la température moyenne annuelle observée sur la station météorologique la plus proche, située sur la commune de Caumont-sur-Aure à 3 km à vol d'oiseau, est de 11,3 °C et le cumul annuel moyen de précipitations est de 914,1 mm,. Pour l'avenir, les paramètres climatiques de la commune estimés pour 2050 selon différents scénarios d'émission de gaz à effet de serre sont consultables sur un site dédié publié par Météo-France en novembre 2022.

## Urbanisme

### Typologie
Au 1er janvier 2024, Sallen est catégorisée commune rurale à habitat très dispersé, selon la nouvelle grille communale de densité à 7 niveaux définie par l'Insee en 2022.
Elle est située hors unité urbaine. Par ailleurs la commune fait partie de l'aire d'attraction de Caen, dont elle est une commune de la couronne,. Cette aire, qui regroupe 296 communes, est catégorisée dans les aires de 200 000 à moins de 700 000 habitants,.

### Occupation des sols
L'occupation des sols de la commune, telle qu'elle ressort de la base de données européenne d'occupation biophysique des sols Corine Land Cover (CLC), est marquée par l'importance des territoires agricoles (96,8 % en 2018), une proportion identique à celle de 1990 (96,8 %). La répartition détaillée en 2018 est la suivante : 
terres arables (58,8 %), prairies (24,7 %), zones agricoles hétérogènes (13,3 %), forêts (3,2 %). L'évolution de l'occupation des sols de la commune et de ses infrastructures peut être observée sur les différentes représentations cartographiques du territoire : la carte de Cassini (XVIIIe siècle), la carte d'état-major (1820-1866) et les cartes ou photos aériennes de l'IGN pour la période actuelle (1950 à aujourd'hui).

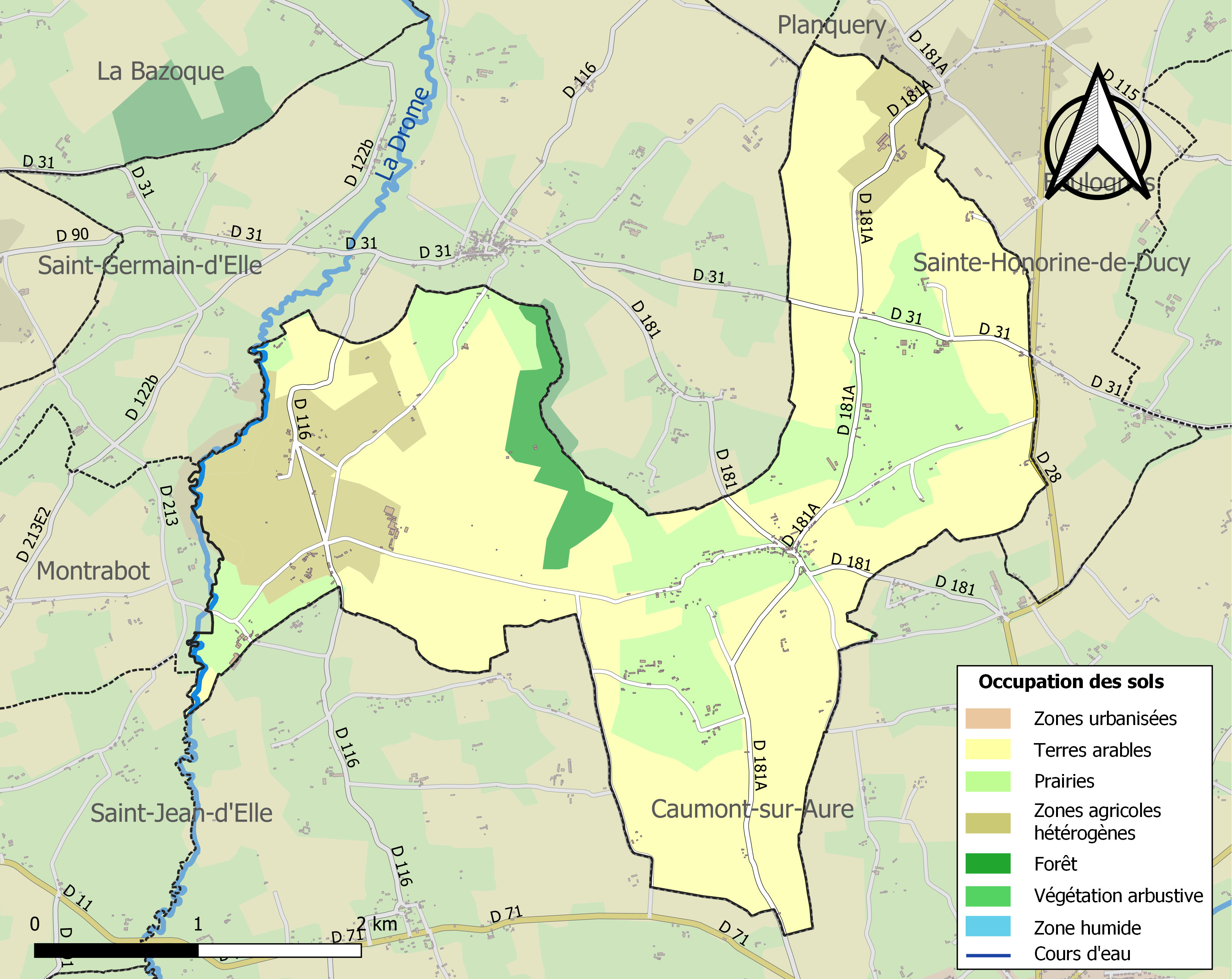
Carte des infrastructures et de l'occupation des sols de la commune en 2018 (CLC).

## Toponymie
Le nom de la localité est attesté sous les formes Salam en 1066 (Fauroux 231) ou 1082 (Cartulaire de la Trinité) ; Salan et Salen en 1083 (idem) ; Sallon au XIVe siècle (Livre pelut de Bayeux) ; Salan en 1653 (Carte de Tassin).
Selon René Lepelley, le toponyme est d'origine anglo-saxonne, le second élément étant le substantif ham, dans le sens de « village », et le premier pouvant être salh, « saule ». La signification serait donc « le village du saule ». La prononciation est [salɑ̃]. Cette hypothèse est rejetée par François de Beaurepaire qui y voit conjecturalement un transfert du nom du site biblique de Salem. La ressemblance avec le qualificatif -Sallen dans Saint-Martin-de-Sallen n'est qu'apparente, puisqu'il s'agit dans ce cas de l'ancien anthroponyme Sarlon / Serlon, très fréquent dans la Normandie ducale, peut-être altéré en raison de l'attraction de Sallen.

## Histoire
Le 15 mai 1971, alors que 71 personnes sont réunies dans la salle des fêtes pour un repas de mariage, le plancher s'effondre sous leur poids. On déplore treize morts, tombés dans un ancien puits recouvert au gré des aménagements, et la presse à sensation s'empare de l'affaire. Accusé de négligences pour ne pas avoir mis aux normes la salle des fêtes, et suspendu de ses fonctions provisoirement par le préfet du Calvados, le maire René Auvray se suicide le 31 mai suivant.
L'accident suscite beaucoup de réaction politiques autour de la place des maires ruraux.

## Politique et administration
| Période                                  | Période   | Identité         | Étiquette | Qualité               |
| ---------------------------------------- | --------- | ---------------- | --------- | --------------------- |
| ?                                        | mai 1971  | René Auvray      |           |                       |
| 1971                                     | ?         | Marcel Leneveu   |           |                       |
| ?                                        | mars 2001 | Gilles Rivière   |           |                       |
| mars 2001                                | 2020      | Rémi Cauvin      | SE        | artisan maçon         |
| 2020                                     | oct. 2021 | Bruno Larsonneur | SE        | Professeur de musique |
| décembre 2021                            |           | Jean Colasse     | SE        | Retraité              |
| Les données manquantes sont à compléter. |           |                  |           |                       |

Le conseil municipal est composé de onze membres dont le maire et deux adjoints.

## Démographie
L'évolution du nombre d'habitants est connue à travers les recensements de la population effectués dans la commune depuis 1793. Pour les communes de moins de 10 000 habitants, une enquête de recensement portant sur toute la population est réalisée tous les cinq ans, les populations de référence des années intermédiaires étant quant à elles estimées par interpolation ou extrapolation. Pour la commune, le premier recensement exhaustif entrant dans le cadre du nouveau dispositif a été réalisé en 2005.
En 2022, la commune comptait 320 habitants, en évolution de +7,74 % par rapport à 2016 (Calvados : +1,58 %, France hors Mayotte : +2,11 %).
Sallen a compté jusqu'à 1 021 habitants en 1806.
| 1793  | 1800 | 1806  | 1821  | 1831 | 1836 | 1841 | 1846 | 1851 |
| ----- | ---- | ----- | ----- | ---- | ---- | ---- | ---- | ---- |
| 1 013 | 881  | 1 021 | 1 004 | 921  | 951  | 916  | 852  | 817  |

| 1856 | 1861 | 1866 | 1872 | 1876 | 1881 | 1886 | 1891 | 1896 |
| ---- | ---- | ---- | ---- | ---- | ---- | ---- | ---- | ---- |
| 772  | 796  | 756  | 701  | 697  | 610  | 645  | 604  | 575  |

| 1901 | 1906 | 1911 | 1921 | 1926 | 1931 | 1936 | 1946 | 1954 |
| ---- | ---- | ---- | ---- | ---- | ---- | ---- | ---- | ---- |
| 542  | 545  | 504  | 442  | 440  | 404  | 350  | 366  | 359  |

| 1962 | 1968 | 1975 | 1982 | 1990 | 1999 | 2005 | 2006 | 2010 |
| ---- | ---- | ---- | ---- | ---- | ---- | ---- | ---- | ---- |
| 356  | 338  | 278  | 252  | 240  | 234  | 273  | 275  | 297  |

| 2015 | 2020 | 2022 | - | - | - | - | - | - |
| ---- | ---- | ---- | - | - | - | - | - | - |
| 298  | 316  | 320  | - | - | - | - | - | - |

## Économie

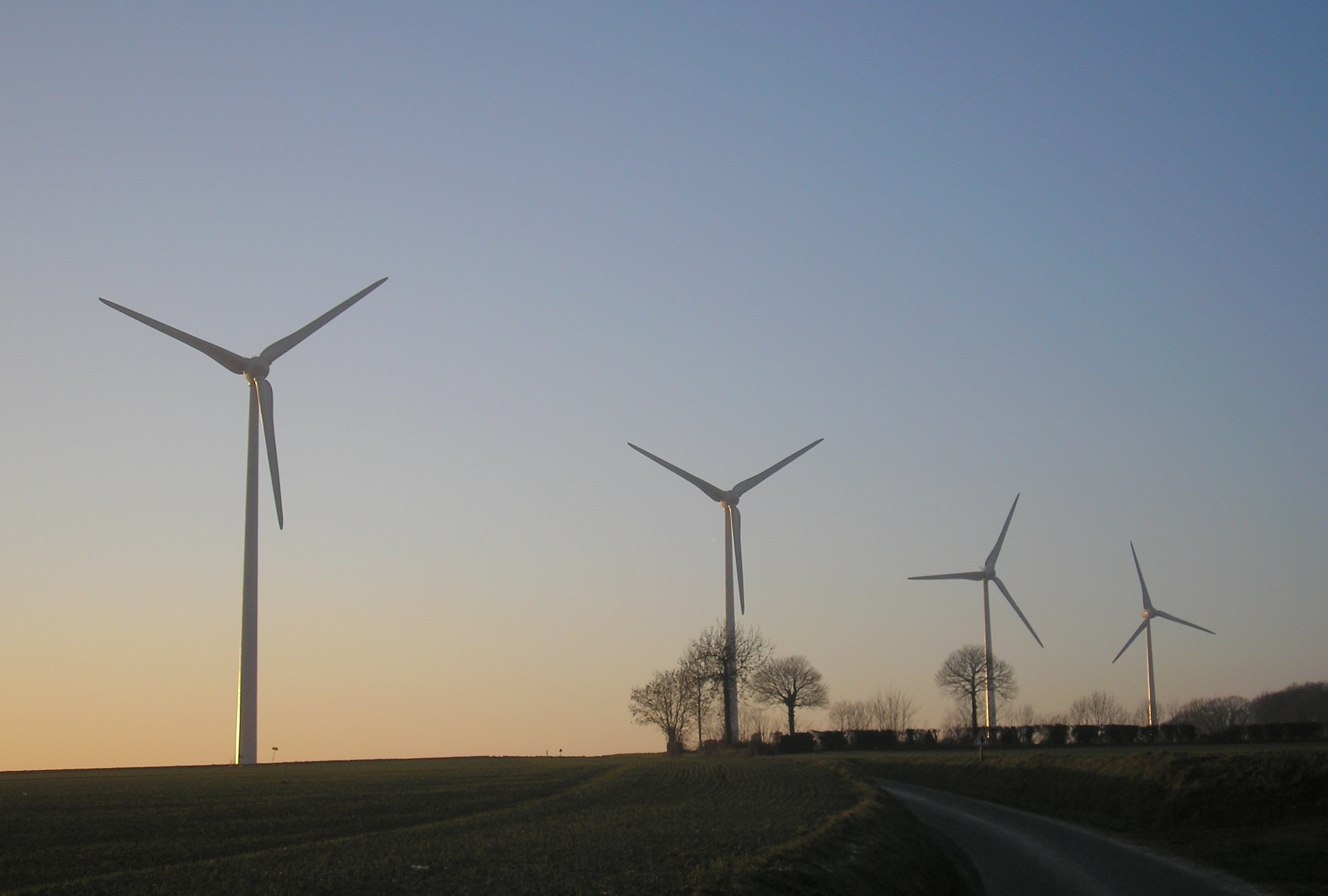
Le parc éolien de Sallen.

- Centrale éolienne construite par le groupe Theolia en 2008 (quatre éoliennes Enercon type E-70)[33].

## Lieux et monuments
- Église Saint-Mathieu de Sallen reconstruite en 1794. Elle abrite plusieurs éléments classés aux Monuments historiques (statues, retable, autel)[34].

## Personnalités liées à la commune
- Adèle Lecoq (1891 à Sallen - 1955), résistante et syndicaliste.